# Park Place (Dubai)
Pour les articles homonymes, voir Park Place.
Le Park Place est un gratte-ciel de 56 étages construit en 2007 à Dubaï, le long de la Sheikh Zayed Road. La hauteur de la tour est de 234 mètres. Elle comprend des résidences et des bureaux. 